# Afroditi Fryda
Afroditi Fryda, född 1964 i Aten, är en grekisk sångerska.
Afroditi Fryda har studerat vid det Nationella musikkonservatoriet i Aten. Hon deltog i den grekiska uttagningen till Eurovision Song Contest (ESC) 1984 med bidraget Donald Duck men vann inte. Hon deltog åter i tävlingen 1988 med bidraget Clown och vann. I ESC samma år kom hon på 17:e plats med 10 poäng.
Efter ESC släppte hon sitt debutalbum Mikri Megali Agapi 1989.

## Diskografi
- Mikri Megali Agapi (1989)
- Na Proseheis (1992)
- Tin Ora pou Koimountai ta Thiria (1995)
- Asimenia Dakria (2006)